# Каптодативний ефект

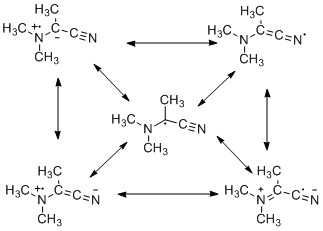
Resonance contributors of the 2-(dimethylamino)propanenitrile free radical, adapted from Anslyn

Каптодативний ефект (рос. каптодативный эффект, англ. captodative effect) — вплив на стабільність вуглець-центрованих радикалів сумісної дії електронодонорного та електроноакцепторного замісників, які обидва приєднані до радикального центра.